# 董午志
董午志（？年—），中国足球评论员，中央电视台体育赛事频道解说评论员，也在北京电视台出镜。
董午志少时在北京青年队踢球。18岁时，他考入北京体育大学足球系，曾担任校足球队队长。他后来还在北京体育大学足球系获得硕士学位。他曾参加北京体育大学与中国足球协会合办的第一届裁判培训班，之后断断续续担任裁判13年。
董午志起初只是在业余时间撰写足球文章，在网络上担任足球解说、客串足球节目，平时他在私营企业上班。后来他被中央电视台体育赛事频道聘为足球解说评论员，北京电视台体育频道请他做战术解析。2015年，董午志辞去在私营企业的工作，专心从事足球评论。
此外，董午志也是业余足球运动员、业余足球教练，他曾任中国运载火箭技术研究院研发中心足球队主教练。他还是手机应用第12人的足球顾问、赛斯足球青少年培训产品总监。